# Pedro Guibovich
Pedro Manuel Guibovich Pérez (Lima, 30 de enero de 1959) es un historiador e investigador peruano.

## Biografía
Hijo de Carlos Guibovich y Soledad Pérez. Cursó sus estudios escolares en el Colegio de la Inmaculada de Lima, regentado por los padres jesuitas. En 1976, ingresó a la Pontificia Universidad Católica del Perú, donde estudió letras e historia. Se doctoró en Historia por la Universidad de Columbia.
Es profesor principal del Departamento de Humanidades de la Pontificia Universidad Católica del Perú y profesor auxiliar en la Universidad del Pacífico. Ha sido también profesor visitante y conferencista en las Universidad del País Vasco, Universidad La Sapienza, Universidad de Oregón, Universidad de Yale, Universidad de Harvard, Universidad de Duke, Universidad Nacional Autónoma de México y en la École des Hautes Études en Sciences Sociales de París; así como becario de la John Carter Brown Library de la Universidad Brown, la Beinecke Library de la Biblioteca de la Universidad Yale y el Center for the Study of Books and Media de la Universidad de Princeton.
Es miembro investigador del Instituto Riva-Agüero. Ha realizado numerosas investigaciones en archivos y bibliotecas de Lima y el Cusco.   Se ha enfocado en el estudio de algunos aspectos de la historia y cultura colonial del Perú (siglos XVI, XVII y XVIII); en particular todo lo relacionado con los libros: impresión, comercio, censura inquisitorial y el universo social de los lectores.

## Publicaciones
Es autor de libros, capítulos de libros y artículos en publicaciones periódicas.

### Libros
- En defensa de Dios. Estudios y documentos sobre la Inquisición en el Perú (Lima, 1998)
- La Inquisición y la censura de libros en el Perú virreinal, 1570-1813 (Lima, 2000)
- Censura, libros e Inquisición en el Perú colonial, 1570-1754 (Sevilla, 2003)
- Lecturas prohibidas. La censura inquisitorial en el Perú tardío colonial (Lima, 2013)
- Tradición y modernidad. La biblioteca del obispo Pedro José Chávez de la Rosa (Lima, 2014)
- Guillermo Lohmann Villena. Personajes e ideas en el virreinato del Perú (Lima, 2014)
- El Edificio de Letras: Jesuitas, educacion y sociedad en el Perú colonial (Lima, 2014)

### Artículos
- "Los libros del curaca de Tacna", en Histórica, vol. 14, n° 1, 1990.